# Nguyễn Phùng Hồng
Nguyễn Phùng Hồng (sinh năm 1948) là Thiếu tướng Công an nhân dân Việt Nam, Giáo sư, Tiến sĩ Việt nam. Ông nguyên là Tổng biên tập Tạp chí Công an nhân dân, Ủy viên Hội đồng chức danh giáo sư nhà nước, Chủ tịch Hội đồng chức danh giáo sư ngành khoa học an ninh của Việt Nam.

## Tiểu sử
Nguyễn Phùng Hồng sinh ngày 2 tháng 12 năm 1948 tại thôn Cồn Bàu, xã Ngọc Sơn, huyện Thanh Chương, tỉnh Nghệ An.
- 1966: vào công an.
- 1994: bảo vệ thành công luận án tiến sĩ.
- 1999: Vụ trưởng Vụ Quản lý khoa học và công nghệ, Bộ Công an.
- 2004: Tổng biên tập Tạp chí Công an nhân dân.
- 2004: được phong hàm thiếu tướng.
Các chức vụ đã trải qua:
- Phó Viện trưởng Viện Khoa học công an.
- Vụ trưởng Vụ Quản lý khoa học và công nghệ.
- Tổng biên tập Tạp chí Công an nhân dân.
- Ủy viên Hội đồng chức danh giáo sư nhà nước, Chủ tịch Hội đồng chức danh giáo sư ngành khoa học an ninh.

Chức vụ hiện tại: Chuyên viên cấp cao Bộ Công an.